# Arthur Greenwood
Pour les articles homonymes, voir Greenwood.
Arthur Greenwood (8 février 1880 – 9 juin 1954) est un membre important du parti travailliste britannique des années 1920 jusqu'aux années 1950.

## Biographie
Il gagne ses galons à l'intérieur du parti en tant que secrétaire de son service d'études à partir de 1920, il devient secrétaire parlementaire au ministère de la Santé pendant le court gouvernement travailliste de janvier à novembre 1924. En 1940, il soutient la décision britannique de poursuivre la lutte contre l'Allemagne nazie durant la Seconde Guerre mondiale. Il a quelques problèmes d'alcoolisme.
Greenwood devient chef de file du parti travailliste sous le gouvernement de Clement Attlee. On peut dire que son jour de gloire est le 2 septembre 1939 quand, s'exprimant au nom d'absent, il est appelé à répondre au discours ambigu, ambivalent et hésitant de Neville Chamberlain quant à savoir s'il faut venir au secours de la Pologne agressée et envahie. Se préparant à réagir, il est interrompu par la remarque indignée de Leo Amery, du parti conservateur, qui s'exclame "Parlez au nom de l'Angleterre! " Greenwood, hors de lui, dénonce alors les dires de Chamberlain, sous les applaudissements de ses collègues.
Quand est formée la coalition gouvernementale de guerre, Winston Churchill le nomme en 1940 ministre sans portefeuille au sein du Cabinet de guerre britannique, où il est généralement considéré comme inefficace et incompétent, mais en mai 1940, il se distingue en tant qu'ardent porte-voix très écouté de Churchill, au cours des longs débats au sein du Cabinet de guerre, quant à savoir s'il faut accepter ou rejeter l'offre de paix venant d'Allemagne.
Sans l'appoint des voix travaillistes de Greenwood et Attlee, Churchill n'aurait pas obtenu la mince majorité requise lors du vote pour poursuivre la lutte anti-nazie. Après ça, son étoile décline et il démissionne en 1943. Cette même année, il est élu comme trésorier du parti travailliste, face à Herbert Morrison. Jusqu'à la fin de la Seconde Guerre mondiale, Greenwood remplit le rôle de Leader de l'Opposition, sans en être récompensé. Sous le gouvernement Attlee, il remplit successivement la fonction de Lord du Sceau Privé (1945-1947) et la fonction de Paymaster General (1946-1947)
Son fils Anthony Greenwood, plus tard baron Greenwood de Rossendale, est membre des gouvernements d'Harold Wilson.

## Sources
- Ken Follett, Le siècle : L'hiver du monde, t. 2, Paris, Robert Laffont, 2012, 997 p. (ISBN 978-0-525-95292-3)
- Roy Jenkins, Churchill : A biography, New-York, Farrar Straus § Giroux, 1002 p.